# Enicospilus guatemalensis
Enicospilus guatemalensis là một loài tò vò trong họ Ichneumonidae.